# クラーレ
クラーレ (Curare) とは、南アメリカ一帯の原住民によって狩猟に用いられている毒物の総称である。地方によって成分は大きく異なるが、いずれも矢に込めて使用される。日本では毒物及び劇物取締法により毒物に指定されている。

## 歴史的経緯
大航海時代最盛期の16世紀になってヨーロッパ人が南米に足を運ぶようになると、原住民との接触・対立が起こるようになり、その際に狩猟・戦闘において用いられた矢毒の成分が注目された。それらは地方によっては「クラリ」、「ウラリ」、「ウーラリ」などと呼ばれていた。その後、1595年にオリノコ川地方を探検したウォルター・ローリーの書物『ギアナ帝国の発見』（1596年）によってクラーレと呼ばれたことから、以降この名称が定着した。これらの本来の意味は、「鳥を殺す」という意味である。
クラーレの使用法・原料・作用については、クラーレ自体が原住民の秘密であったこともあり、ほとんど知られなかった。そのため、ヨーロッパの書物では、想像を交えた魔術的なものとして描写された。そこでは、クラーレは血を逆流させたり、中毒者に激しい苦痛を与えた末に命を奪うものとして描写された。
その後、18世紀半ばにシャルル＝マリー・ド・ラ・コンダミーヌが緯度差1度に相当する子午線弧長を比較するためのフランス科学アカデミーによる測地遠征隊に参画の後、アマゾンに科学調査に入った結果をフランスに帰国後科学アカデミーの会報に報告した際初めて包括的にクラーレをヨーロッパに紹介したことを皮切りに、長年の探検家たちの努力により、クラーレの詳細については
1. 吹き矢、矢、槍に用いること、
2. 特定の数種類のつる植物から作られること、
3. 中毒者は麻痺した末に死亡すること

の3点が判明した。特にアレクサンダー・フォン・フンボルトが1800年にオリノコ川一帯で行った調査により、製法の詳細が判明した。それは、特定のつる植物の樹皮を搗き固めてから水を加えて濾過して煮詰め、別の植物の樹液で粘性を与える、というものであった。
19世紀に入ると、イギリスの冒険家チャールズ・ウォータートンらにより、クラーレを投与したロバにふいごで人工呼吸させると息を吹き返す、つまりクラーレは呼吸を麻痺させる作用を持つことが判明。
このことを知ったクロード・ベルナールは、カエルを使った実験により、クラーレを作用させた筋肉は電気刺激に反応しない事を確かめた。つまりクラーレは神経の伝達を遮断する作用を持つことが明らかになったのである。
その後、植物学者によりクラーレの原料に用いられる植物の種類が判明していった。

## 分類
各部族により名称・材料は異なるが、用いる地方によって大きく3つに分けることができる。この分類は、ルドルフ・ベーム (Rudolf Boehm) によるもの。
- ツボクラーレ（Tubo curare…竹筒クラーレ、ツベクラーレとも）
アマゾン川流域で用いられ、「ツボ」、「ツベ」と呼ばれる竹筒に貯蔵する。
- ポットクラーレ（Pot curare…壺クラーレ（上記とは別）とも）
仏領ギニアとアマゾン川流域で用いられ、小型の壺に貯蔵する。
- カラバッシュクラーレ（Calabash curare…ヒョウタンクラーレとも）
ネグロ川とオリノコ地方の一部で用いられ、ヒョウタンに貯蔵する。

## 原料及び主成分

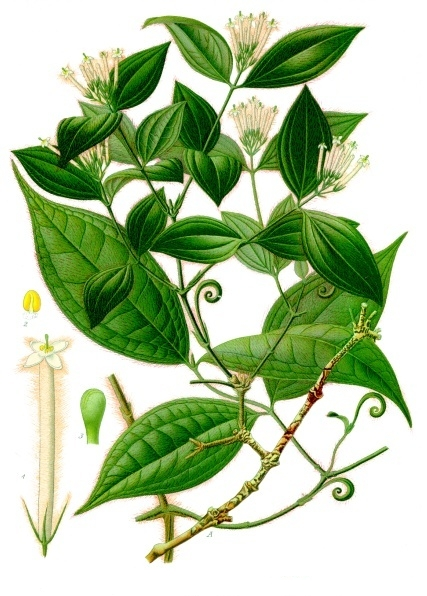
クラーレノキ（Strychnos toxifera）

- ツヅラフジ科コンドロデンドロン属:数種類あるが、特に強力なChondrodendron tomentosumが広く使われている。ツボクラーレおよびカラバッシュクラーレに用いられる。主成分はツボクラリンで、1935年にツボクラーレのサンプルから発見された。

- マチン科マチン属（英語版）: 特にクラーレノキ（Strychnos toxifera R.H.Schomb. ex Lindl.）が用いられる[2]。ポットクラーレ、カラバッシュクラーレに用いられる。主成分はC-クラリンとC-トキシフェリン。

これらの成分は、原材料は異なるが共にアセチルコリンのアンタゴニストとして作用することにより、骨格筋の神経伝達の遮断を引き起こす。しかも、これらは消化管からは吸収されない（つまり、捕獲した動物を食べても問題ない）。

## 医学への応用
20世紀に入ると、クラーレの主成分が分離されると共に医療への応用が考えられるようになり、手術時の筋弛緩剤への応用が試みられた。当初は呼吸麻痺が問題となったが、人工呼吸器を用いることにより問題は解決した。
C-トキシフェリンI
トキシフェリン溶液自体は不安定であるため、誘導体塩化アルクロニウムがエフ・ホフマン・ラ・ロシュから筋弛緩剤として販売されている。
ツボクラリン
構造の四級塩基 (N+) に注目した結果、デカメトニウムとスキサメトニウム（筋弛緩薬）、ヘキサメトニウム（血圧降下剤）が開発された。スキサメトニウムは2022年現在も世界的に使用されている。

## 文学におけるクラーレ
- サセックスの吸血鬼 - シャーロック・ホームズシリーズの一つ。劇中にクラーレが登場する。